# 遠海沉積物
遠海沉積物（Pelagic sediments 或 marine sediments），為那些在深海平原累積的沉積物，屬遠離陸源（陸地來源）的沉積物。陸源沉積物主要由河流繫帶並在大陸棚沉積。遠海沉積物與陸源沉積物混合在一起稱為半遠洋性沉積物（hemipelagic sediment）。

## 主要類別
遠海沉積物主要分為三大類：

### 矽藻軟泥
矽藻軟泥（Siliceous oozes）由含有二氧化矽的浮游生物的殘骸組成，如矽藻類（diatom）及放射蟲類（radiolaria）。這些軟泥只可以在高生物生產力的地區找到，如兩極海洋及近赤道的上升流（upwelling）地區。此為最少有的遠海沉積物，只佔海床15%的地方。她比鈣質軟泥累積更慢，為每1000年0.2-1厘米。

### 鈣質軟泥
鈣質軟泥（Calcareous oozes）由貝殼組成，以及由被稱為有孔蟲類（foraminifera）、顆石藻（coccolithophore）、翼足類（pteropod）等殼體共同組成。為最普遍的遠海沉積物，佔海床48%的地方。這類軟泥受碳酸鹽補償深度（carbonate compensation depth）的限制，只可在埋葬時高於此深度才能形成。她比其他遠海沉積物累積得更快，為每1000年0.3-5厘米。

### 紅土
紅土（Red clays），亦稱遠海土（pelagic clay），在海洋最深及最遠處累積，含有少於30%生物物質，其成分為不同份量的幼細石英及黏土礦物質，自生的（authigenic）沉積物由海水及微流星體累積而成。雖然稱為紅土，但其實亦間中含有氧化鐵礦石，發出棕色顏色。來源不明，但似乎是由遠方河流及風吹塵埃而來；佔海床38%地方，並為累積速度最慢的遠海沉積物，為每1000年0.1-0.5厘米。

## 軟泥與紅土的劃分
軟泥（Ooze）並不是指其沉積物的硬度，而是指其來源。軟泥主要為生物所造成的（biogenic），由浮游生物界的殘骸組成。紅土為非生物所造成的（non-biogenic），因為其含有少數有機物質。更精細劃分的話，任何沉積物含有30%以上的微小骨骼殘骸被稱為軟泥。。無論她們從何而來，所有遠海沉積物的累積速度均是十分緩慢，為小於每一千年幾厘米。

## 不同類別的成因
在固定地點的沉積物累積類別由其與陸地距離、水深、總體肥沃程度決定。例如當壓力令海水二氧化碳的溶解性提高時，水柱（water column）便會在較深的地方有較高的腐蝕性。在碳酸鹽補償深度下約4.5公里時，碳酸鹽（carbonate）的溶解速度便與沉積速度等同。

## 外部連結
- Overview of marine sediments

## 註腳
1. ↑  Pinet 83, Rothwell 70.
2. ↑  Rothwell 70.
3. 1 2  Rothwell 75, 77.
4. ↑  Rothwell 74-5, 77.
5. ↑  Pinet 99-100, Rothwell 76.
6. ↑  Pinet 99.
7. ↑  Pinet 101.
8. ↑  Rothwell 77.
9. 1 2  Rothwell 73.